# 収縮
| ウィキペディアには「収縮」という見出しの百科事典記事はありません（タイトルに「収縮」を含むページの一覧/「収縮」で始まるページの一覧）。 代わりにウィクショナリーのページ「収縮」が役に立つかもしれません。 |